# Creative ZEN
De ZEN is een serie mp3-spelers en draagbare videospelers van Creative. De spelers zijn de opvolger van Creatives oude NOMAD-mp3-spelers, in het bijzonder van de 'NOMAD Jukebox'. Alle spelers kunnen de muziekformaten WMA, MP3 en WAV afspelen, en de nieuwste modellen kunnen ook Audible-bestanden afspelen. Sommige ZEN's hebben een harde schijf, maar steeds meer spelers worden voorzien van flashgeheugen.
Alle spelers zijn gebundeld met MediaSource, een computerprogramma gemaakt om media af te spelen en om te synchroniseren met de Zen (vergelijk iTunes voor de iPod). Synchroniseren via Windows Media Player of Mediamonkey is echter ook mogelijk.

## Huidige modellen (op alfabetische volgorde)

### ZEN
Deze speler zit tussen de Zen V en de Zen Vision: M in (zie hieronder voor informatie over deze spelers). Hij heeft een 64mm-scherm (2.5") van 320x240 pixels met 16,7 miljoen kleuren. Het formaat van de speler is ondanks het grote scherm relatief klein. Dit komt door het gebruik van flashgeheugen, wat de speler dunner maakt, maar ook doordat de bediening bestaat uit knopjes rechts van het scherm (zoals bij de Zen Vision en Zen Vision: W). De speler is verkrijgbaar in 2, 4, 8, 16 en 32 GB. De ZEN Vision: M had weliswaar een capaciteit van 60 GB, maar die bevatte een harde schijf in plaats van het kleinere, snellere en schokbestendigere flash-geheugen. Bovendien heeft de ZEN een SD-geheugenkaartslot zodat extra geheugen kan worden toegevoegd. Muziek op de geheugenkaart wordt momenteel echter nog niet geïntegreerd met de muziek op het vaste geheugen, dus de bruikbaarheid van het slot is, zolang er nog geen firmware-update is verschenen die dit probleem oplost, niet optimaal.
Voor deze speler heeft Creative het uiterlijk van de menu's verbeterd. Op het scherm kunnen foto's en video's bekeken worden. Foto's kunnen ook als achtergrond worden ingesteld. Verder beschikt de ZEN ook over een FM-radio, organizer, contactenlijst, custom EQ en een microfoon.
Deze speler is inmiddels opgevolgd door de Zen X-fi (zie hieronder), maar hij wordt nog wel geproduceerd.

### Zen Mozaic
Deze nieuwe speler kan worden gezien als de opvolger van de Zen V-serie (zie hieronder). Het bedieningsgedeelte is opgedeeld in verschillende vlakken, welke verschillende tinten van de gekozen kleurstelling (Zwart, Roze of Grijs) hebben. Dit geeft een mozaïek-effect, vandaar de naam van deze speler. Dit apparaat heeft een aantal verbeteringen ten opzichte van de Zen V: Het scherm is wat groter (1.8" tegenover 1.5"), de batterij is aanzienlijk beter (32 uur muziek tegenover 15 uur voor de Zen V), en er is een luidspreker ingebouwd. Ook is de Mozaic een stuk dunner. Het apparaat is beschikbaar in 2, 4, 8 of 16 GB.

### ZEN Stone
Deze mp3-speler is ontworpen volgens hetzelfde concept als de Zen V (zie hieronder): Glimmend plastic en rond. Dit geeft je bij deze speler het gevoel alsof je een steen in je hand hebt. Vandaar de naam. Hij is verkrijgbaar in 6 verschillende kleuren, maar ze hebben elk dezelfde capaciteit (1 GB).

### ZEN Stone Plus
Nagenoeg zelfde afmetingen als de ZEN Stone, maar met twee- of viermaal de hoeveelheid geheugen (2 GB of 4 GB), FM-radio, 64x64 pixels-oledscherm, voicerecorder, klok, stopwatch en 5 bands-equalizer.

#### Upgrade
Creative heeft op de CES van 2008 een nieuwere versie van de Zen Stone en Zen Stone Plus gelanceerd. Deze nieuwe versie heeft een verlengde batterijduur (20 uur tegenover 10 uur) en heeft een ingebouwde luidspreker. Door deze upgrades is de speler wel wat dikker geworden.

### Zen V (Plus)

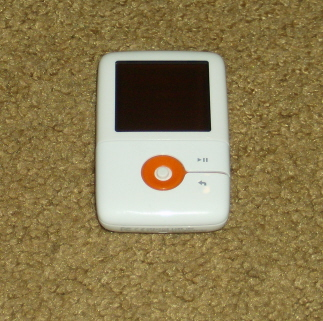
Zen V

De Zen V (Plus) heeft een gewicht van 43.5 g en is beschikbaar in 5 versies: 1 GB, 2 GB, 4 GB, 8 GB en 16 GB (elk met andere kleuren, zie hieronder). Het heeft een kleurenscherm waarmee foto's te bekijken zijn en op de Plus kan men ook nog video's kijken, alhoewel dat niet handig is op een scherm van 4 cm (1.5"). De Plus-versie heeft in tegenstelling tot de gewone Zen V ook een FM-radio.
De Zen V kan deze formaten aan: MP3 (tot 320 kbps), Windows Media Audio (tot 320 kbps), WMA met DRM, WAV en JPG.
|                                   | Zen V | Zen V Plus |
| --------------------------------- | ----- | ---------- |
| Mp3/Wma                           | Ja    | Ja         |
| Radio                             | Nee   | Ja         |
| Video                             | Nee   | Ja         |
| Aansluitbaar op Travelsound Zen V | Ja    | Ja         |
| Afbeeldingen                      | Ja    | Ja         |

#### Uitvoeringenschema Zen V (Plus)
| Model | Uitvoeringen                                 |
| ----- | -------------------------------------------- |
| 1 GB  | zwart/oranje, wit/oranje                     |
| 2 GB  | zwart/groen, wit/groen, roze/wit             |
| 4 GB  | zwart/blauw                                  |
| 8 GB  | zwart/blauw, zwart/rood met chromen joystick |
| 16 GB | zwart/wit                                    |

### Zen Vision: W
De Zen Vision: W is de breedbeeldvariant op de Zen Vision (zie hieronder), met een extra groot tft-lcd-scherm van 11 cm (4.3"). Naast de standaard 30 GB opslagruimte is dit multimediamonster ook verkrijgbaar met 60 GB opslag, en ook deze heeft een CompactFlash-geheugenslot. Hij heeft een interface die erg lijkt op die van de Zen Vision: M (zie hieronder). Net als de Vision: M heeft deze ook een FM-tuner en kan hij synchroniseren met Microsoft Outlook.

### Zen X-fi
Deze Zen is verkrijgbaar in 8, 16 of 32 GB. Hij is bijna identiek qua formaat aan de ZEN (De X-fi is alleen 1,5 mm dikker), hij heeft hetzelfde kleurenscherm en dezelfde functies als de Zen. Verbeteringen: Als de x-fi-functie aan staat, analyseert deze de muziek die beluisterd wordt en herstelt de details die bij de compressie van de muziek verloren zijn gegaan. Bovendien kan X-fi geluidssignalen op zo'n manier manipuleren dat de luisteraar een surround-omgeving ervaart via een stereo hoofdtelefoon of speakerset.
De andere functie van de X-fi is de wifi-implementatie in de 16GB- en 32GB-versies. Met deze functie is het mogelijk voor de gebruiker om via zijn draadloze netwerk thuis muziek, video's en foto's te streamen of te downloaden vanaf de pc. Ook kan via de wifi-verbinding gechat worden op MSN of Yahoo.
De batterijduur is 32 uur muziek of 5 uur video.
Bij de Zen X-fi wordt Creatives mediaprogramma, Creative Centrale, meegeleverd. Dit programma moet ongeveer werken als iTunes voor de iPod. In het programma zit een dvd-ripper ingebouwd.

### Zen X-Fi2
Zie het artikel ZEN X-Fi2 voor meer informatie.

## Modellen die niet meer in productie zijn
- ZEN Micro
- ZEN MicroPhoto
- ZEN Neeon
- ZEN Neeon 2
- Zen Touch
- ZEN Vision
- Zen Vision: M

## Creative als virusverspreider
In het verleden zijn zo'n 3700 Zen Neonspelers verscheept met het virus W32.Wullik.B@mm.